# پارلمنت-فانکدلیک
پارلمنت-فانکدلیک (انگلیسی: Parliament-Funkadelic) یک دستهٔ موسیقایی فانک متشکل از اعضای دو گروه فانکدلیک و پارلمنت به همراه اعضای چرخشی دیگر بودند که توسط جرج کلینتون هدایت می‌شدند.
سبک ممتاز این گروه که بیشتر در دههٔ ۱۹۶۰ فعال بود، بر پایهٔ فرهنگ سایکدلیک، مُدهای غریب، طنز سوررئال و ایده‌های علمی-تخیلی بنا شده بود.